# باب می (هنرپیشه)
باب می (انگلیسی: Bob May؛ ۴ سپتامبر ۱۹۳۹ – ۱۸ ژانویهٔ ۲۰۰۹) یک هنرپیشه اهل ایالات متحده آمریکا بود.
از فیلم‌ها یا مجموعه‌های تلویزیونی که وی در آن‌ها نقش داشته است می‌توان به گمشده در فضا اشاره نمود.